# 1543 en santé et médecine
| Années de la santé et de la médecine : 1540 - 1541 - 1542 - 1543 - 1544 - 1545 - 1546    |
| Décennies de la santé et de la médecine : 1510 - 1520 - 1530 - 1540 - 1550 - 1560 - 1570 |

Cet article présente les faits marquants de l'année 1543 en santé et médecine.

## Événements
- François Rabelais est nommé maître des requêtes du Roi[1].
- Djelaleddin, médecin turc, est le premier à décrire la peste « comme une maladie contagieuse par piqûre[2] ».
- Fondation du jardin botanique de Pise, le premier en Europe qui soit destiné à l'enseignement universitaire et à l'acclimatation et qui, « rompant son lien avec la médecine [...]  s'émancipe des jardins d'apothicaires des moines médiévaux[3] ».

## Publications
- Deuxième édition, et première en allemand, de l'Herbier de Leonhart Fuchs, sortie à Bâle des presses  de Michael Isingrin, le même qui vient d'imprimer l'originale, en latin, l'année précédente 1542[3].
- Juin : publication « à quelques jours de distance », chez Jean Oporin à Bâle, de la Fabrica[4] et de l'Épitomé[5] de Vésale.

## Naissances
- 4 février : Johan Van Heurne (mort en 1601), médecin et philosophe néerlandais[6].
- 10 août : Joost Balbian (de) (mort en 1616), médecin et alchimiste néerlandais[7].
- Costanzo Varolio (mort en 1575), anatomiste italien[8].

## Décès
- 24 mai : Nicolas Copernic (né en 1473), médecin, chanoine et astronome polonais[9].